# Miss Nova Zelândia
Miss Nova Zelândia é um concurso de beleza que acontece anualmente com o intuito de eleger uma candidata para o concurso de beleza mais famoso, o Miss Universo. A organização também escolhe misses para representar a Nova Zelândia em outros concursos como Miss Internacional e Miss Terra. No concurso de maior porte, o Miss Universo, a Nova Zelândia conseguiu vencer com Lorraine Downes. Depois de sua vitória, a Nova Zelândia só ficara uma vez nas semifinais do Miss Universo, em 1992. O país mantém um jejum de 18 anos sem classificação.

## Vencedoras
| Ano                        | Miss Nova Zelândia         | Colocação              |
| 1954                       | Monanui Akiwa Manley       |                        |
| 1960                       | Lorraine Nawaa Jones       |                        |
| 1962                       | Lesly Margaret Nichols     | Semifinalista (Top 15) |
| 1963                       | Regina Ellen Scandrett     |                        |
| 1964                       | Lyndal Cruickshank         |                        |
| 1965                       | Gay Lorraine Phelps        |                        |
| 1966                       | Heather Gettings           |                        |
| 1967                       | Pamela McLeod              |                        |
| 1968                       | Mary Antunovic             |                        |
| 1969                       | Carole Robinson            |                        |
| 1970                       | Elizabeth Treweek          |                        |
| 1971                       | Linda Jane Ritchie         |                        |
| 1972                       | Kristine Dayle Allen       |                        |
| 1973                       | Pamela King                |                        |
| 1974                       | Dianne Winyard             |                        |
| 1975                       | Barbara Kirkley            |                        |
| 1976                       | Janey Kingscote            |                        |
| 1977                       | Donna Schultzë             |                        |
| 1978                       | Jane Simmonds              |                        |
| 1979                       | Andrea Karke               |                        |
| 1980                       | Diana Delyse Nottle        | 3º. Lugar              |
| 1981                       | Elizabeth Clemmence        | Semifinalista (Top 12) |
| 1982                       | Sandra Helen Dexter        |                        |
| 1983                       | Lorraine Downes            | [[Miss Universo 1983   |
| 1984                       | Susan Clagué               |                        |
| 1985                       | Claire Glenister           |                        |
| 1986                       | Christine Atinson          |                        |
| 1987                       | Ursula Kim Ryan            |                        |
| 1988                       | Lana Marie Kroft           |                        |
| 1989                       | Shelley Soffe              |                        |
| 1992                       | Lisa Mare de Montalk       | Semifinalista (Top 10) |
| 1993                       | Karly Donne Kinnaird       |                        |
| 1994                       | Nicola Johanne Brighty     |                        |
| 1995                       | Shelley Jeanine Edwards    |                        |
| 1996                       | Sarah Elizabeth Brady      |                        |
| 1997                       | Alofagia McCartney         |                        |
| 1998                       | Rosemary Rassell           |                        |
| 1999                       | Kristy Wilson              |                        |
| 2000                       | Toni Peachey               |                        |
| 2001                       | Kateao Nehua               |                        |
| 2003                       | Sharee Adams               |                        |
| 2006                       | Elizabeth Gray             |                        |
| 2007                       | Laural Barrett             |                        |
| 2008                       | Samantha Powell            |                        |
| 2009                       | Katie Taylor               |                        |
| 2010                       | Ria van Dyke               |                        |
| 2011                       | Priyani Puketapu           |                        |
| 2012                       | Talia Bennett              |                        |
| 2013                       | Holly Cassidy              |                        |
| 2014                       | Rachel Maree Millns        |                        |
| 2015                       | Samantha McClung           |                        |
| 2016                       | Tania Dawson               |                        |
| [[Miss Universo 2017\|2017 | Harlem-Cruz Atarangi Ihaia |                        |
| 2018                       | Estelle Curd               |                        |
| 2019                       | Diamond Langi              |                        |